# Mithridate de Cius
Pour les articles homonymes, voir Mithridate.
Mithridate de Cius (en grec ancien : Mιθριδάτης) est un satrape de la ville de Cius appartenant à la dynastie des Mithridatides, qui règne de 402 à 363 av. J.-C.
Il succède à son père Ariobarzane comme dynaste de la ville grecque, située en Mysie, pour le compte de l'Empire perse.

## Biographie
Probablement le fondateur de la dynastie des Mithridatides, Mithridate, qui dirige sa cité au IVe siècle av. J.-C., affirme être un descendant de l'un des sept nobles ayant renversé et tué Smerdis de Perse, et a également revendiqué une descendance directe de la maison royale des Achéménides par la dynastie Mithridatique.
Il est peut-être à confondre avec un Mithridate cité comme compagnon de Cyrus le Jeune, ou encore avec un satrape de Cappadoce et de Lycaonie mentionné par Xénophon.
Durant la révolte des satrapes pendant les années -360, Mithridate, mandaté par le roi, trompe Datamès et s'attire sa confiance, puis organise un complot et le fait assassiner lors d'un guet-apens en 361 av. J.-C. Xénophon dit qu'il trahit également son père et le livre aux Perses (ce dernier finit crucifié), ce qu’Aristote confirme à son tour.
Lorsque son fils Ariobarzane II devient le dynaste du fief familial de Cius, en Mysie, en 363 av. J.-C., Mithridate est probablement déjà mort.

## Famille

### Mariage et enfants
De son mariage avec une femme inconnue, il eut :
- Ariobarzane II.